# Kegelhütiger Knollenblätterpilz
Der Kegelhütige oder Spitzhütige Knollenblätterpilz (Amanita virosa) ist eine giftige Pilzart aus der Familie der Wulstlingsverwandten. Die Bezeichnung „Weißer Knollenblätterpilz“ ist mehrdeutig, weil dieser Name auch für zwei andere Gattungsvertreter verwendet wird.

## Merkmale
Der Hut des Kegelhütigen Knollenblätterpilzes erreicht einen Durchmesser von 5–15 cm und ist beim jungen Fruchtkörper spitzkegelig, später mehr oder weniger ausgebreitet, aber immer etwas kegelig bleibend, wovon sich auch die deutsche Bezeichnung ableitet. Sehr selten breitet er sich nahezu flach aus, in seiner Mitte ist er meist gebuckelt. Die Huthaut ist weiß bis blass gelb und in der Mitte bräunlich gefärbt. Sie glänzt seidig und ist pizzastückartig abziehbar. Der Hutrand ist gewellt. Die freien Lamellen sind rein weiß, engstehend und weich, das Sporenpulver ist ebenfalls weiß, die Sporen sind rundlich. Der 8–12 cm lange und 1–2 cm dicke Stiel ist weiß bis schmutzweiß und beflockt, im Jungstadium häufig schuppig-faserig strukturiert. Die zwiebelartig verdickte Stielbasis steckt in einer 1–2-lappigen, eng anliegenden Scheide. Bei jungen Exemplaren ist der Stiel voll, später jedoch hohl. Der Ring ist oft nur schwach ausgebildet und fehlt gelegentlich völlig. Das weiße und weiche Fleisch riecht bei ganz jungen Exemplaren rettichartig, dann süßlich und zuletzt unangenehm süß. Es schmeckt unangenehm, aber mild – Geschmacksproben sind jedoch aufgrund der giftigen Inhaltsstoffe zu unterlassen.

## Artabgrenzung
Der Kegelhütige Knollenblätterpilz kann unter den Speisepilzen vor allem im Jungstadium mit weißen Champignons (keine rein weißen Lamellen, keine Volva) verwechselt werden, vor allem bei den seltenen Exemplaren mit abgeflachtem Hut besteht die Verwechslungsgefahr mit ihnen. Auch junge Stäublinge (ohne Lamellen) können auf den ersten Blick mit ihm verwechselt werden. Im mediterranen Raum ist der essbare Sandigeingesenkte Wulstling bzw. dessen Varietät subverna (A. gilberti var. subverna; meist rötendes Fleisch und zylindrische Sporen) ähnlich. Verwechselbare Giftpilze sind der Frühlings-Knollenblätterpilz und der Grüne Knollenblätterpilz, beide mit ausgeprägterem Ring und flachem Hut.

## Ökologie und Phänologie
Der Kegelhütige Knollenblätterpilz soll ausschließlich mit der Gemeinen Fichte eine Mykorrhiza bilden. Entgegen dieser These werden allerdings oft Funde aus Laubwäldern mit Rotbuchen, Eichen und Birken registriert.
Die Fruchtkörper erscheinen von Juli bis Oktober, unter günstigen Bedingungen schon ab Juni.

## Verbreitung
Der Kegelhütige Knollenblätterpilz kommt in der Regel vor allem in feuchten Nadelwäldern, durchaus aber auch in Laubwald vor. Er bevorzugt stets äußerst sauren Boden. In Mittel- und Südeuropa ist sein Verbreitungsgebiet sehr zerstreut, und der Pilz ist, besonders im Flachland, selten zu finden. Dagegen ist er in Nordeuropa und im Hochgebirge häufiger anzutreffen.

## Toxikologie
Der Kegelhütige Knollenblätterpilz ist ein tödlich giftiger Pilz. Er enthält Phalloidin, das für die Vergiftung nicht relevant ist, da es bei oraler Aufnahme nicht in den Blutkreislauf gelangt, sowie Amatoxine, die zum Amatoxin-Syndrom führen. Diese Form der Pilzvergiftung verläuft oft tödlich, besonders wegen einer tückischen Phase nach dem Auftreten der ersten Symptome, in der sich der Zustand des Patienten scheinbar bessert. Das Gift schädigt Leber und Nieren bei später Diagnose irreparabel.

## Forschung
In-vitro-Experimente zeigen für Extrakte des Kegelhütigen Knollenblätterpilzes eine antibakterielle Wirkung gegenüber Pseudomonas aeruginosa sowie Staphylococcus aureus. Knollenblätterpilzextrakt weist außerdem eine hemmende Wirkung gegenüber Thrombin auf.